# Taktisches Luftwaffengeschwader 74
Taktisches Luftwaffengeschwader 74 (~ Taktická letecká eskadra 74, zkr. TaktLwG 74), dříve Jagdgeschwader 74 (~ Stíhací eskadra 74, JG 74), je stíhací eskadra německé Luftwaffe, která od roku 1961 sídlí na letecké základně Neuburg v Bavorsku. Současné označení eskadra získala 1. října 2013 v rámci přechodu německého letectva na novou strukturu. Útvar má dvě letky letounů Eurofighter Typhoon, označené „Falken“ („Sokoli“) a „Zapata“, s nimiž zajišťuje protivzdušnou obranu jižního Německa.

## Historie
Jagdgeschwader 74 byla aktivována jako poslední západoněmecké stíhací křídlo 5. května 1961. Zpočátku byla vybavena stíhacími letouny F-86K Sabre a její první posádkou byl Leipheim, kde v roce 1960 vznikla pod označením JG 75. Krátce po otevření letecké základny Neuburg se na ni přesunula a byla přejmenována na JG 74. V letech 1964/66 obdržela do své výzbroje letouny F-104G Starfighter, který se ukázal být pro Luftwaffe náročným typem, když ve službě ztratila 292 z 916 kusů, přičemž 116 pilotů zahynulo. Několik z těchto ztrát utrpěla také JG 74, předtím než byla v roce 1974 přezbrojena na stroje F-4F Phantom II. F-4F byl modifikovaný F-4E, který nemohl odpalovat střely vzduch-vzduch středního doletu AIM-7 Sparrow. Jejich používání bylo zakázáno až do roku 1990, kdy Německo získalo plnou suverenitu. Poté byly F-4F v 90. letech 20. století modernizovány na standard F-4F ICE a posléze byly vybaveny i pro použití střel AIM-120 AMRAAM. Kvůli kouři generovanému motory General Electric J79 němečtí piloti F-4F přezdívali „Luftverteidigungsdiesel“ („dieselová protivzdušná obrana“). Od roku 2006 do června 2008 přecházela JG 74 na typ Eurofighter Typhoon. Poslední F-4F byl vyřazen 12. června 2008.

## Mölders
Dne 22. listopadu 1973, 32 let po smrtelné havárii německého stíhacího esa z druhé světové války Wernera Mölderse, obdržela eskadra JG 74 čestné přízvisko „Mölders“. Německý spolkový sněm však v roce 1998 rozhodl, že není vhodné pojmenovávat organizace po osobách působících v Legii Condor. Německý vojenský historický institut (Militärgeschichtliches Forschungsamt) přezkoumával Möldersovo chování a dospěl k závěru, že svou činností souhlasil s nacistickou vládou a nikdy se otevřeně nestavěl proti žádným akcím nacistů. Proto byl název útvaru „Mölders“ dne 11. června 2005 zrušen.

## Galerie

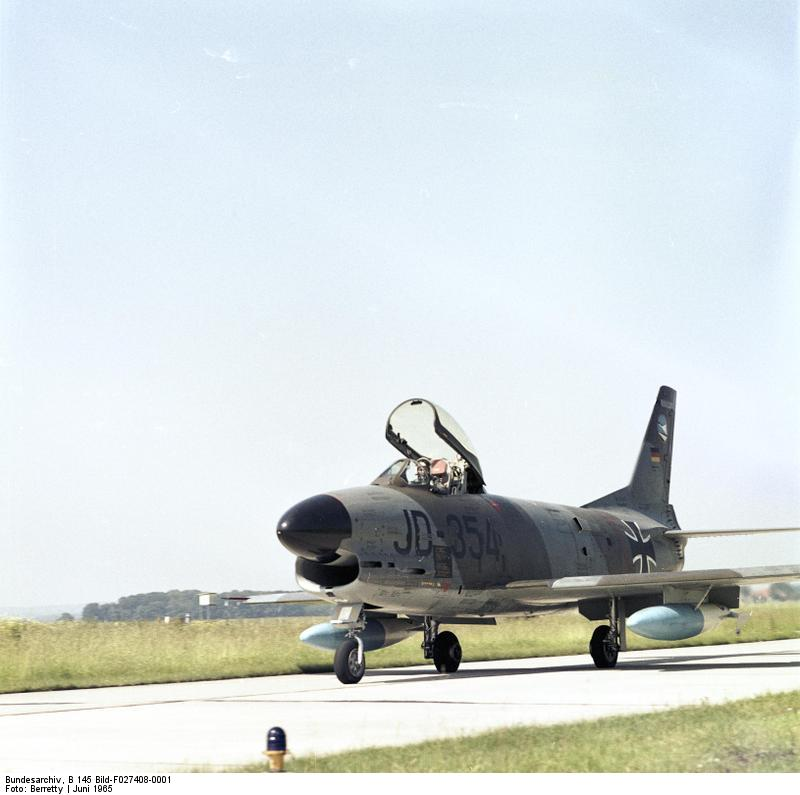
F-86K Sabre JG 74
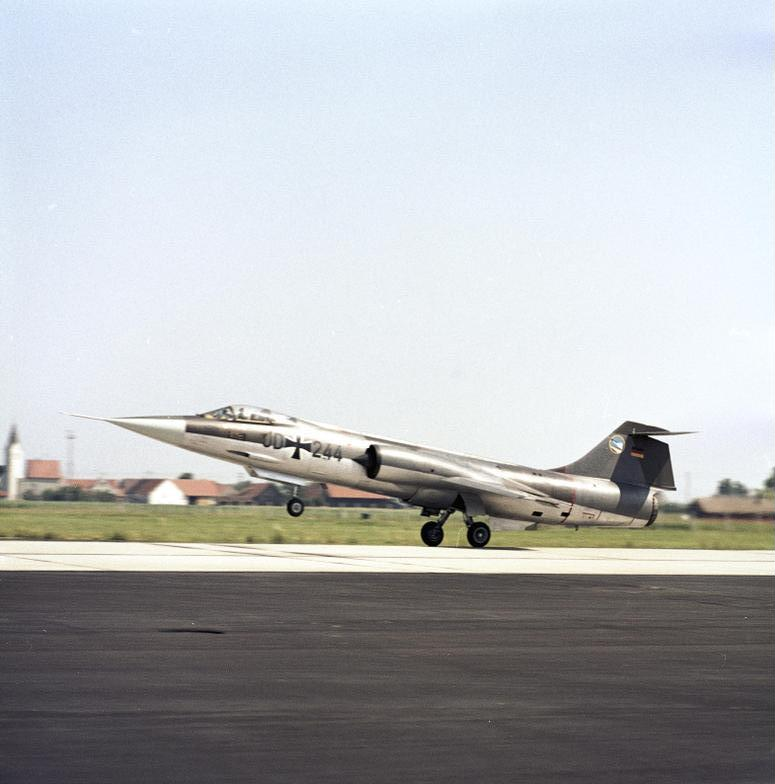
F-104G Starfighter
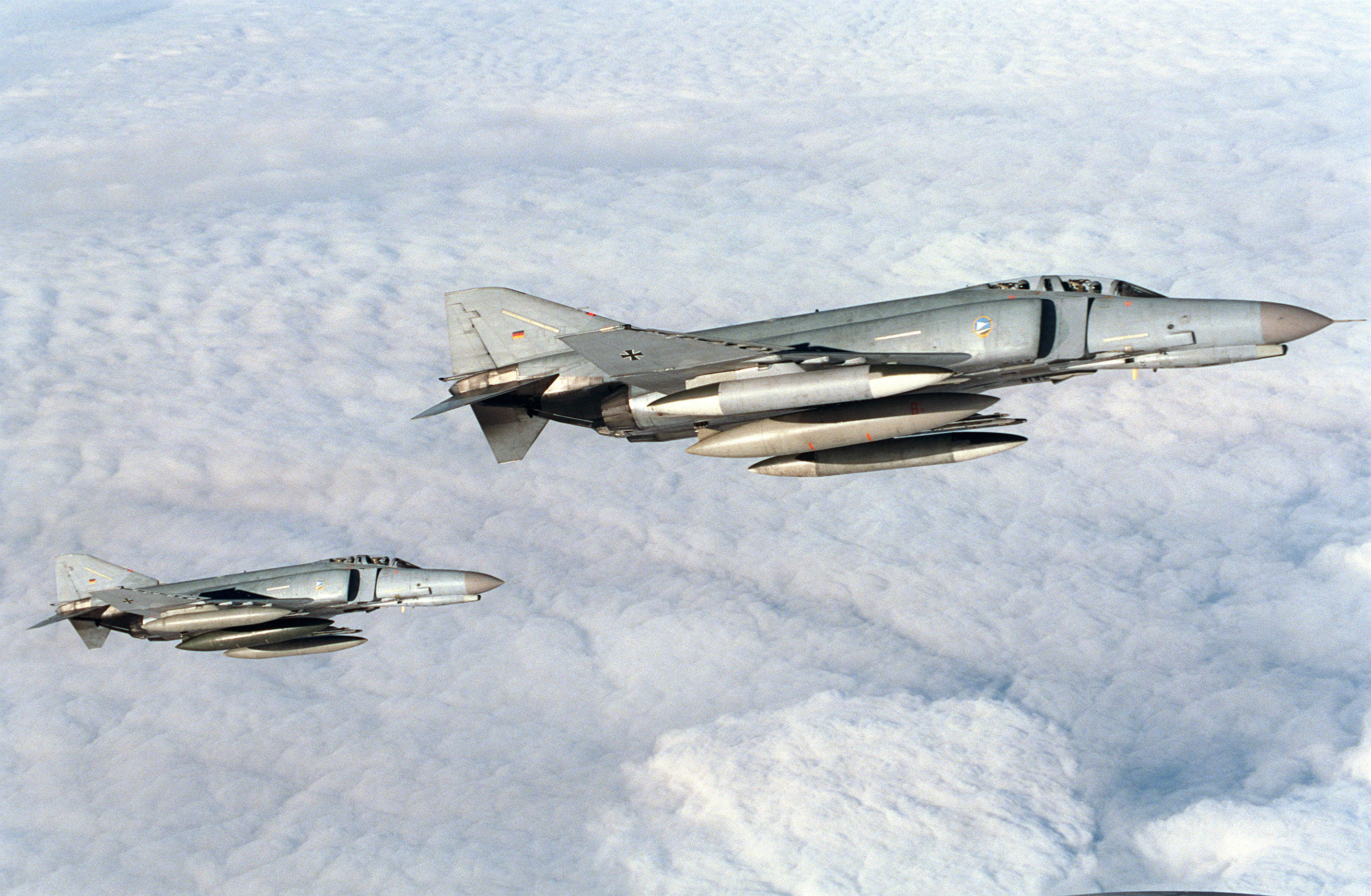
Dvě F-4F, 1998
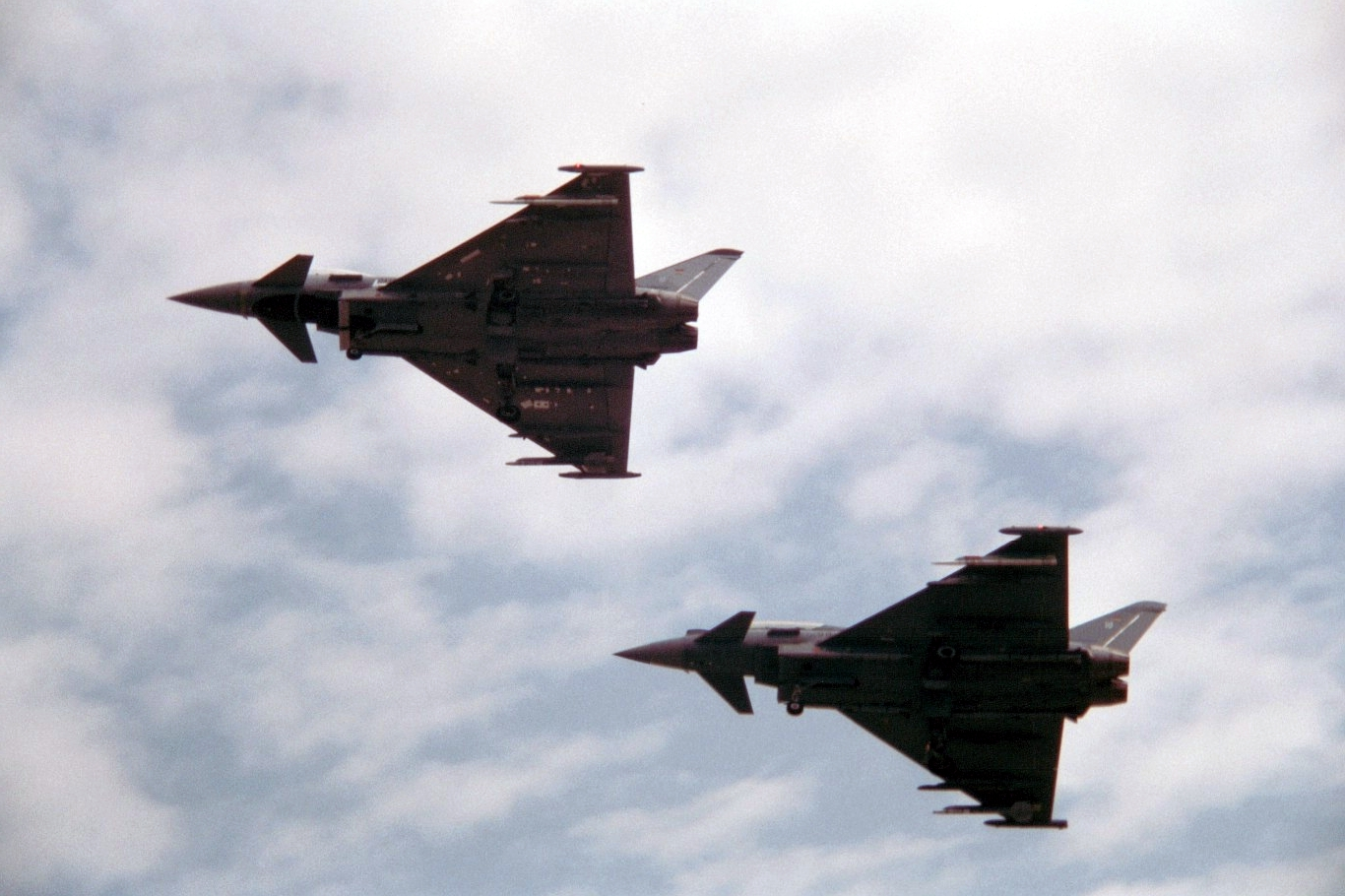
Dva Eurofightery JG 74, 2006
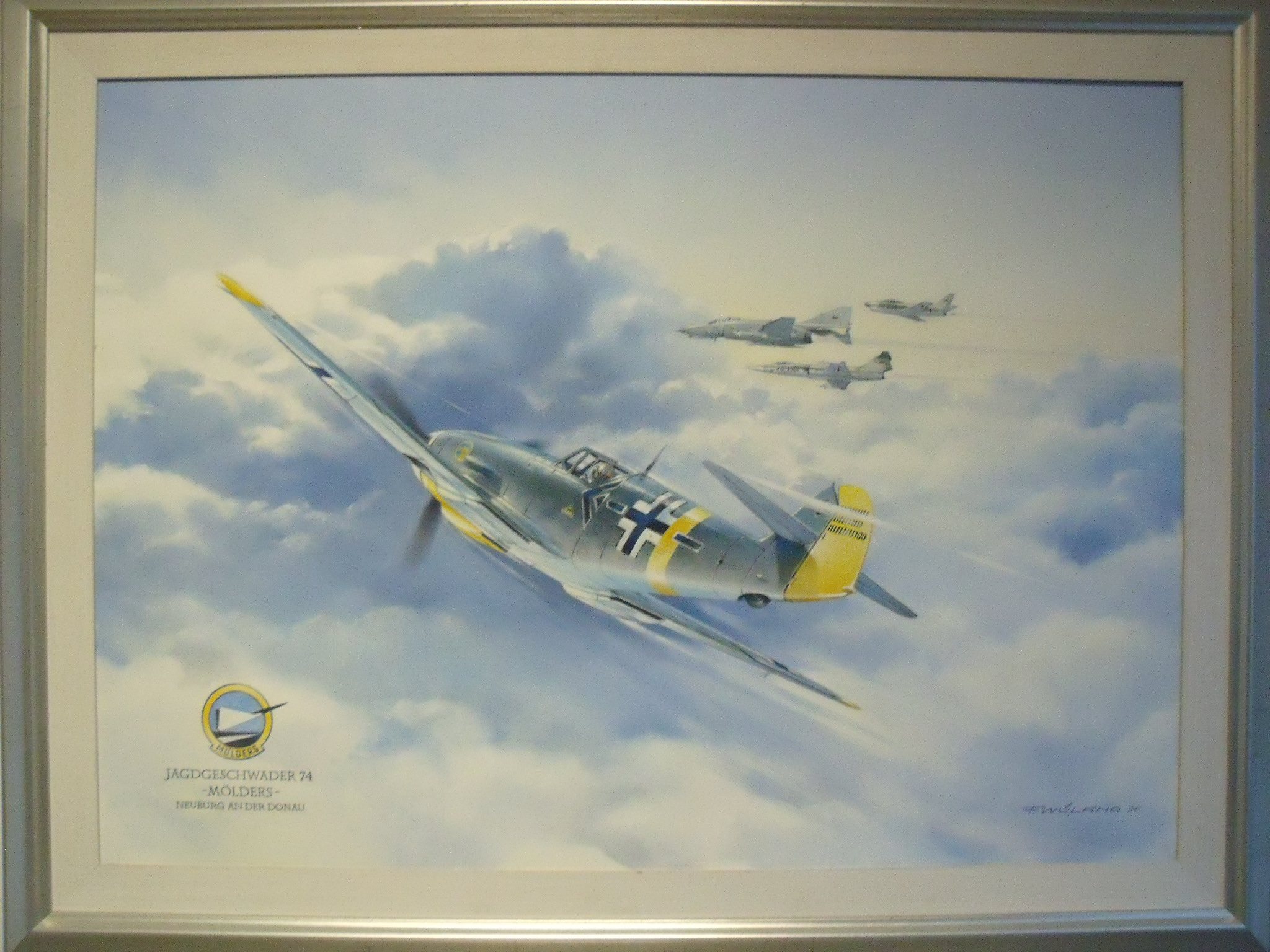
Malba zobrazující letouny Jagdgeschwader 74 s Möldersovým Bf 109